# Styringomyia javana
Styringomyia javana är en tvåvingeart som beskrevs av Edwards 1914. Styringomyia javana ingår i släktet Styringomyia och familjen småharkrankar. Inga underarter finns listade i Catalogue of Life.